# Lanckener Bek
El Lanckener Bek (en baix alemany Lanckener Beek), és un rierol a l'estat de Mecklemburg-Pomerània Occidental a Alemanya. Té una llargada d'un 1,3 quilòmetres. Connecta el llac de Neuensien al Mar Bàltic via l'Having i el bodden de Rügen. És navegable per a vaixells esportius i està sotmès al moviment de la marea. Al nucli de Seedörp hi ha un petit port esportiu i de pescadors amb una drassana.

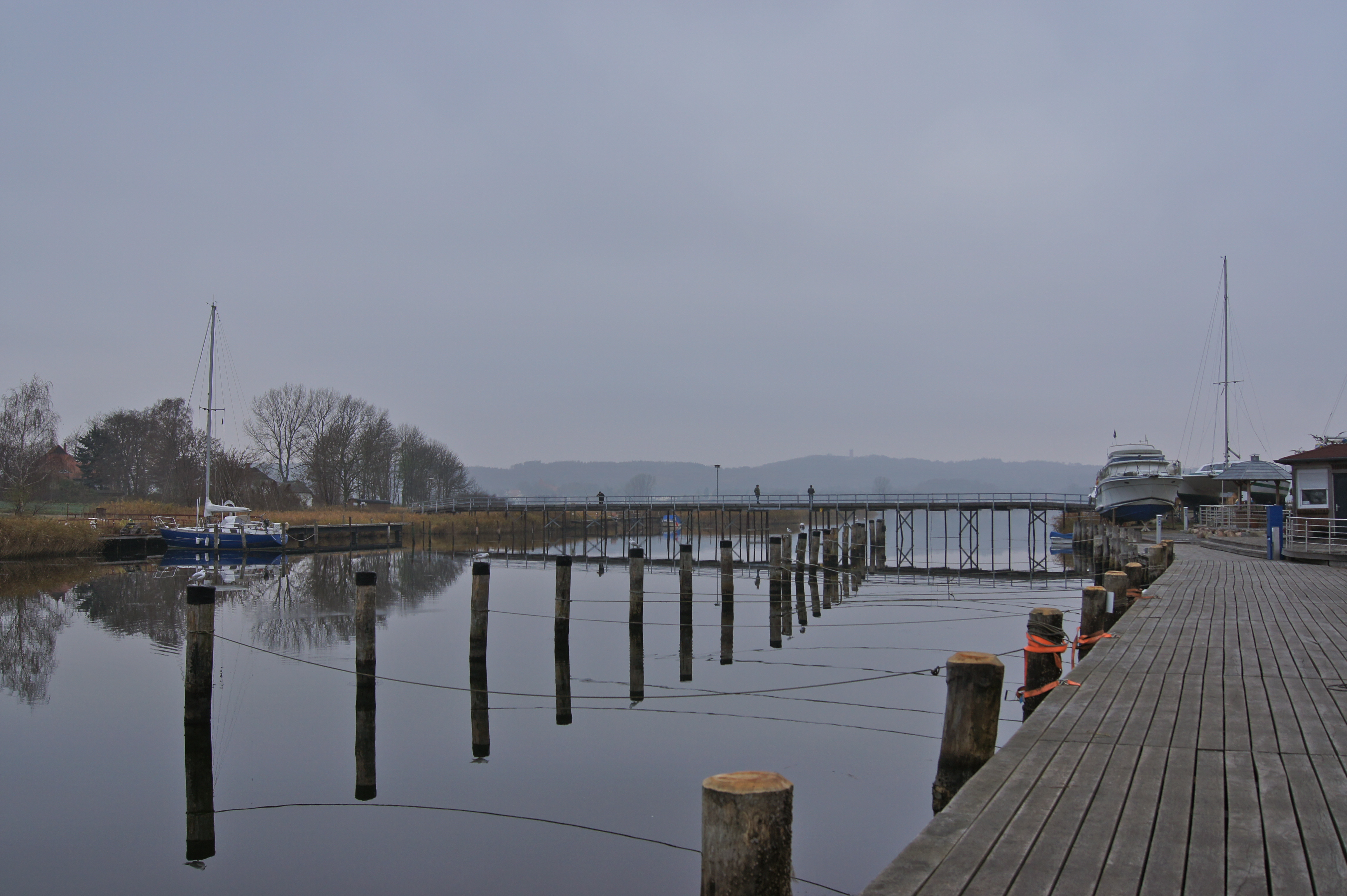
El riu en direcció de la desembocadura a l'Having
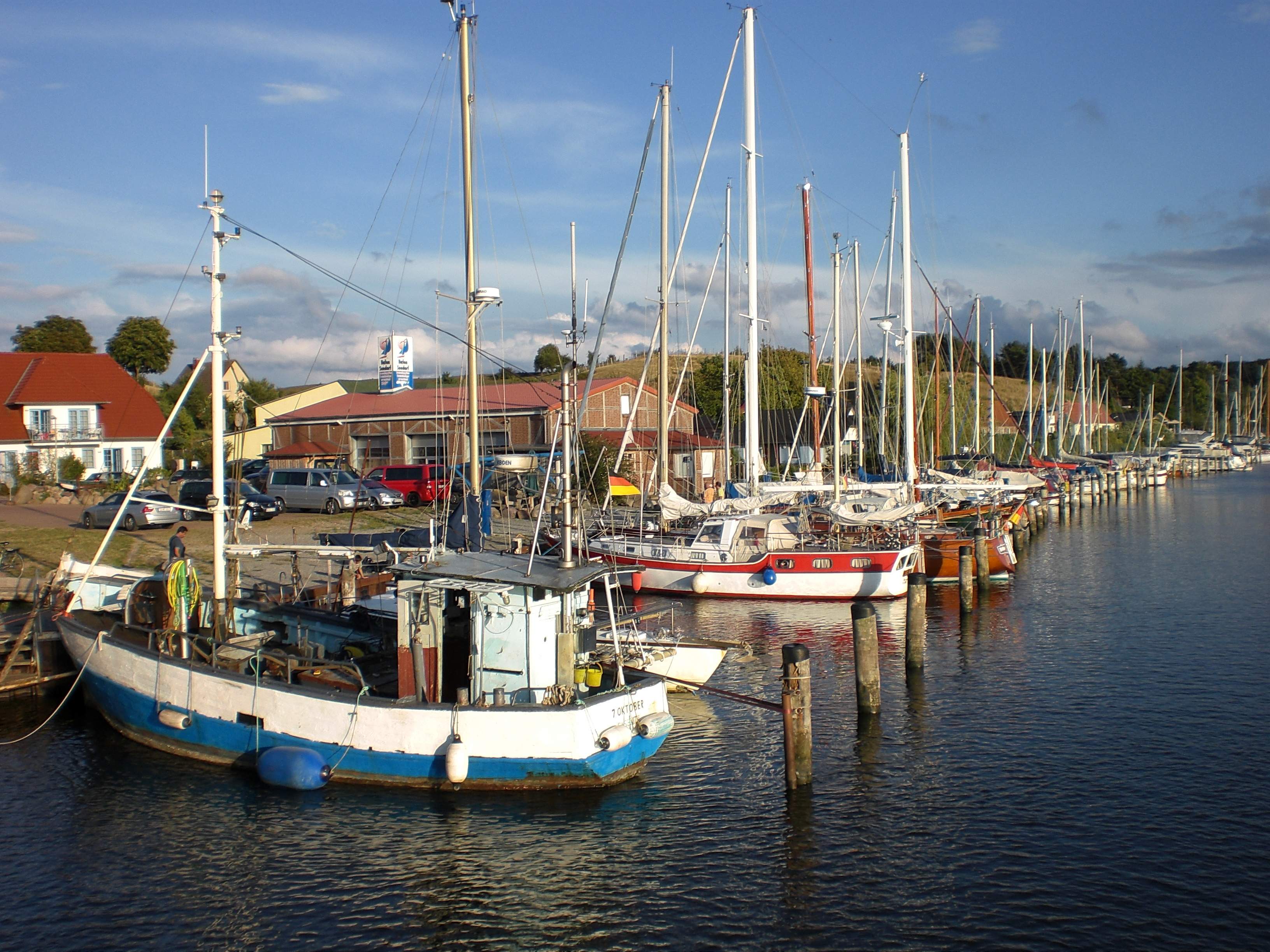
El port esportiu
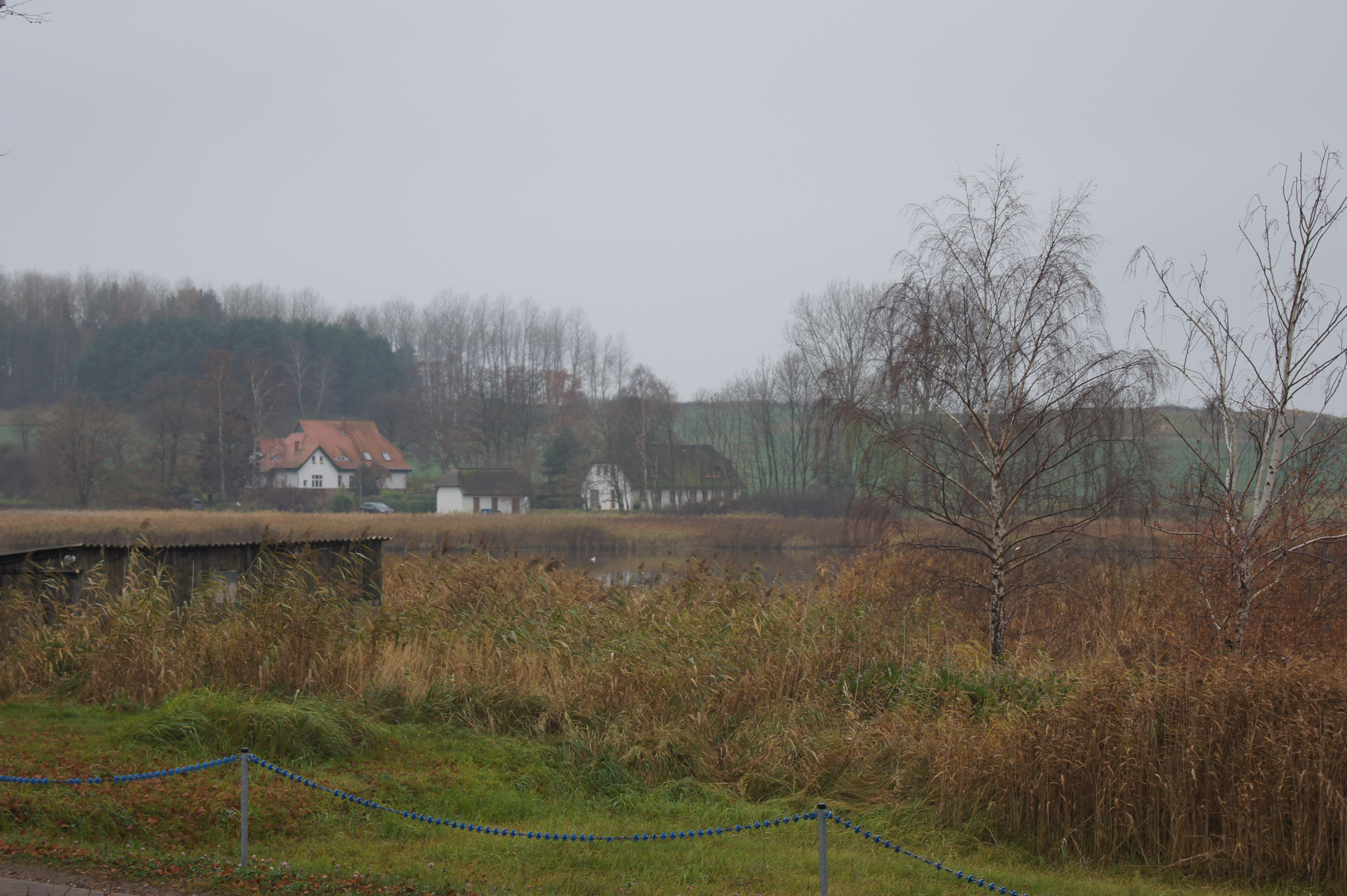
El poble de Neuensien vist des del marge dret a Seedörp
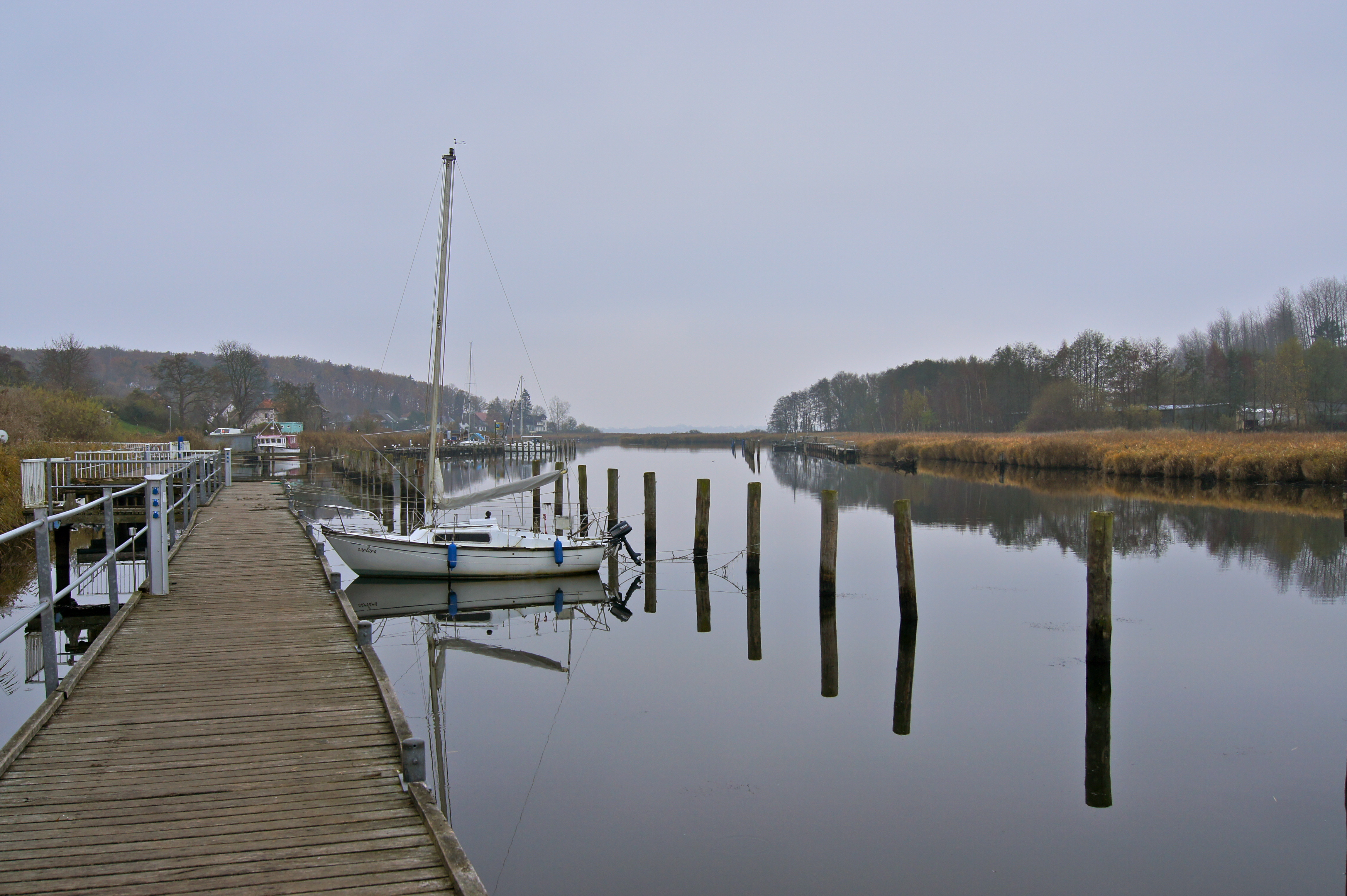
El riu en direcció nord, vers el llac de Neuensien